# Zonosaurus karsteni
Zonosaurus karsteni es una especie de lagarto del género Zonosaurus, familia Gerrhosauridae. Fue descrita científicamente por Grandidier en 1869.
Habita en Madagascar.